# Президент Самосадкин
Президент Самосадкин — советский фильм 1924 года. Режиссёр — Вернер, Михаил Евгеньевич.
Производством занималась производственная кинематографическая артель «Артфильм» при 97-й артели инвалидов Мосгико. Состоял из 7 частей с общей продолжительностью плёнки 1965 м. Вышел на экраны 20 февраля 1925 года.
Сюжет фильма разворачивался вокруг антисоветского нэпмана Самосадкина, который засыпает в кинотеатре во время сесанса и видит сон, где он становится главой капиталистической Юго-Панской республики (предположительно, выдуманное государство — прототип фашистской Италии). Страна испытывает дефицит, и Самосадкин в целях пополнения казны издаёт распоряжение продавать жителям воздух. 
В 1928 году фильм был запрещён Главреперткомом. Не сохранился.

## В ролях
- Юлия Дижур (жена Вадима Шершеневича) — жена нэпмана
- Ярон, Григорий Маркович — Илья Иванович Самосадкин, нэпман
- Я. Волков — министр
- К. Ефимов — фашист
- П. Нартов
- Н. Юдин
- Осипова
- Серпинский